# كريس باركلي
كريس باركلي (بالإنجليزية: Chris Barclay)‏ هو لاعب كرة قدم أمريكية أمريكي، ولد في 15 أكتوبر 1983 في لويفيل في الولايات المتحدة.

## وصلات خارجية
- كريس باركلي على موقع مرجع كرة القدم المحترفة.كوم (الإنجليزية)
- كريس باركلي على موقع JustSportsStats.com (الإنجليزية)